# Asago
Asago (朝来市, Asago-shi) est une ville située dans la préfecture de Hyōgo, au Japon.

## Géographie

### Situation
Asago est située dans le nord de la préfecture de Hyōgo.

### Municipalités limitrophes
| Shisō | Toyooka  | Fukuchiyama |
| Yabu  | Asago    | Tamba       |
| Yabu  | Kamikawa | Taka        |

### Démographie
En avril 2023, la population d'Asago s'élevait à 28 516 habitants, répartis sur une superficie de 403,06 km2.

### Climat
Asago a un climat subtropical humide avec des étés chauds et des hivers frais. Les précipitations sont nettement plus élevées en été qu'en hiver, bien que dans l'ensemble inférieures à la plupart des régions de Honshū, et il n'y a pas de chutes de neige significatives. La température annuelle moyenne à Asago est de 13,4 °C.

## Histoire
La région actuelle d'Asago se trouvait dans l'ancienne province de Tajima et abrite de nombreux tumulus de la période Kofun. La mine d'argent d'Ikuno a commencé à être creusée en 807 au début de la période Heian et l'exploitation s'est poursuivie tout au long de l'époque d'Edo. Pendant l'époque Sengoku, la région était sous le contrôle du clan Yamana et le château de Takeda était le fief de leurs serviteurs, le clan Otagaki. Après l'établissement du shogunat Tokugawa, la zone était principalement sous le contrôle direct du shogunat en raison de l'importance de la mine d'argent, avec quelques petites zones sous le contrôle du domaine de Toyooka ou du domaine d'Izushi.
Le bourg d'Ikuno et les villages de Yamaguchi et d'Akagawa sont créés le 1er avril 1889. Le 31 mars 1954, les villages de Yamaguchi et Nakagawa fusionnent pour devenir le bourg d'Asano. Le 1er avril 2005, Asago absorbe Ikuno, Santo et Wadayama et obtient le statut de ville.

## Culture locale et patrimoine
- La mine d'argent d'Ikuno fait partie de la route du minerai qui comprend la mine de Mikobata, d'Akenobe et l'ancienne maison de l'architecte Mouchet, communément appelé « l'ancienne résidence de la maison Mouchet » transformée en musée de nos jours.
- Les ruines du château de Takeda.

## Transports
La ville est desservie par les lignes San'in et Bantan de la JR West. La gare de Wadayama est la principale gare de la ville.

## Relations internationales

### Jumelages
- Newberg (États-Unis)
- Perth (Canada)

### Échanges artistiques et culturels
- Barbizon (France)